# Charlotte Barnum
Pour les articles homonymes, voir Barnum.
Charlotte Cynthia Barnum, née le 17 mai 1860 à Phillipston, Massachusetts et morte le 27 mars 1934 à Middletown, Connecticut, est la première femme à recevoir un « Philosophiæ doctor » (équivalant au doctorat) en mathématiques de l'université Yale.

## Formation
Charlotte Cynthia Barnum est la fille de Samuel Weed Barnum et de Charlotte Betts Barnum. Elle fait sa petite école dans une institution privée puis prépare son entrée au collège à l'école publique de Hillhouse (New Haven, Connecticut). Elle est diplômée en 1881 du Vassar College.
N'ayant pas été acceptée à l'université Johns-Hopkins en 1882 (Baltimore, Maryland), elle enseigne à Hillhouse et au Smith College (Connecticut) entre 1883 et 1886, année où elle commence à écrire des articles pour le Dictionnaire Webster, de 1886 à 1890.
Elle effectue également des travaux de calcul pour l'Observatoire de l'université Yale de 1883 à 1885 et travaille sur une révision du System of Mineralogy de James Dwight Dana. Charlotte Barnum enseigne aussi l'astronomie au Smith College en 1889–90.
Elle reprend finalement des études de mathématiques, d'astronomie et de physique à l'université Johns-Hopkins en 1890 : d'abord rejetée parce que femme, elle est acceptée en tant qu'auditrice libre grâce au soutien de Simon Newcomb, professeur de mathématiques et d'astronomie à l'université. Deux ans plus tard, elle entre à l'université Yale, où son père avait lui-même fait ses études, et obtient en 1895 un Ph.D. en mathématiques grâce à un travail sur les fonctions ayant des lignes et des surfaces discontinues. C'est la première femme à recevoir ce diplôme à l'université Yale. Sa thèse est intitulée Functions Having Lines or Surfaces of Discontinuity mais l'identité de son superviseur n'est pas clairement enregistrée,

## Seconde carrière
Après l'obtention de son doctorat, Charlotte Barnum enseigne au Carleton College à Northfield dans le Minnesota pendant une année. Elle quitte alors la vie universitaire pour travailler en mathématiques appliquées en tant que fonctionnaire gouvernementale et effectuer des travaux éditoriaux.
En 1898 elle rejoint l'American Academy of Actuaries (en) et jusqu'en 1901 elle effectue du calcul actuariel pour le compte de la Massachusetts Mutual Life Insurance Company, à Springfield, Massachusetts et la Fidelity Mutual Life Insurance Company à Philadelphie.
En 1901 elle part à Washington D.C. elle part comme calculatrice à l'Observatoire naval des États-Unis. Elle a effectué le même travail pour la division tidale de l'U.S. National Geodetic Survey jusqu'en 1908 puis elle devient assistante de rédaction à la section de veille biologique du Département de l'Agriculture des États-Unis en 1913.
Elle quitte ses emplois gouvernementaux et retourne à New Haven en 1914 où elle travaille pour les Yale Peruvian Expeditions, le secrétariat de l'Université Yale et la maison d'édition Yale University Press.
Outre ses activités d'édition, d'actuariat et d'enseignement, elle a consacré une bonne partie de sa vie à des activités caritatives. En 1934 elle décède à Middletown, Connecticut d'une méningite à l'âge de soixante-treize ans,,,.

## Prix et distinctions
Charlotte Barnum est membre de la Société américaine de mathématiques, de l'Association américaine pour l'avancement des sciences.
Elle est membre de l'American Academy of Actuaries (AAAS) et de plusieurs commissions pour l'égalité des droits.

## Publications
- 1911: The Girl Who Lives at Home: Two Suggestions to Trade Union Women (Life and Labor, Volume 1, 1911) p. 346[3].